# Кожешник, Ярослав
Ярослав Кожешник (чеш. Jaroslav Kožešník; 8 июня 1907, Кнежице, Австро-Венгрия — 26 июня 1985, Прага) — чешский учёный в области кибернетики и автоматизации и государственный и партийный деятель ЧССР. Президент Чехословацкой академии наук (1970—1981), директор Института информатики и автоматизации, член ЦК КПЧ с 1969 года, депутат Федерального собрания Чехословакии в 1969—1981 годах. Герой Социалистического Труда ЧССР (1972).

## Биография
Окончил Чешский технический университет, где изучал машиностроение и электромеханику. Остался работать в университете ассистентом, позже перешёл на работу на заводе компании Škoda в Пльзени, где в 1946 году назначен директором Объединённого исследовательского института физики и структур. Одновременно читал лекции в ЧТУ как приглашённый преподаватель, а в 1955 году получил звание профессора.
Начиная с 1948 года солидаризовался с коммунистической идеологией, начал делать партийную и политическую карьеру. Перешёл со «Шкоды» в Центральное управление тяжёлого машиностроения, а оттуда — на должность в министерстве общего машиностроения. В 1969 году кооптирован в ЦК КПЧ. С того же года по 1981 год (во время нормализации) — депутат Федерального собрания Чехословакии.
В 1953 году избран членом-корреспондентом Чехословацкой академии наук, с 1960 года — действительный член, занимал посты заместителя учёного секретаря и главного учёного секретаря. С 1961 по 1970 годы вице-президент, с 1970 по 1981 годы президент Чехословацкой академии наук. Сыграл важную роль в создании Института теории информации и автоматизации Чехословацкой академии наук, входил в его совет директоров (с 1959 года). Был полномочным представителем правительства Чехословакии в Объединённом институте ядерных исследований (Дубна, СССР). Играл ключевую роль в создании и развитии журнала Kybernetika, был его главным редактором.

## Научный вклад
Специализировался в области прикладной динамики, гибкости и прочности, а также термодинамики. Значительный вклад внёс в сфере применения современных математических методов (в том числе анализа размерности) в технических дисциплинах в ЧССР. Опубликовал свыше ста научных работ в области кибернетики и автоматизации, а также их практического применения в биологии и экономике. В кибернетике специализировался в области стохастических и марковских процессов.

### Труды
На чешском языке
- Fysikální podobnost a stavba modelů (1947)
- Mechanika elektrických strojů točivých (1960)
- Dynamika strojů (1960, основной труд по прикладной динамике в Чехословакии)
- Základy teorie přístrojů (1965)
- Kmitání mechanických soustav (1979)
- Teorie podobnosti a modelování (1983)

В русском переводе
- Динамика машин: избранные статьи = Dynamika strojů / пер. Г. М. Гольденберг. — М.: Машгиз, 1961. — 423 с.

## Награды
- Орден Труда (1962)[5]
- Герой Социалистического Труда ЧССР (1972)[9]
- Орден Победного февраля (1973)[9]
- Орден Республики (1977)[9]
- Орден Трудового Красного Знамени[8]
- Орден Дружбы народов[8] (08.06.1977)
- Орден «Звезда дружбы народов» в золоте[8]
- Медаль Антонина Запотоцкого[8]

Иностранный член академий наук НРБ, ПНР, ГДР, МНР, Нидерландов. Иностранный член АН СССР c 1971 года по отделению механики и процессов управления (прикладная математика и механика). В 1980 году награждён Большой золотой медалью АН СССР имени М. В. Ломоносова за выдающиеся достижения в области прикладной математики и механики. Дважды лауреат (1959, 1967) Государственной премии имени Клемента Готвальда.